# APEv2
APE тагове се използват за добавяне на метаданни, като заглавие, изпълнител или номер на песента в албума, към аудио файлове.

## Версии

### APEv1
APEv1 таг е разработен за нуждите на аудио формата Monkey's Audio.

### APEv2
Създателят на Musepack форматa Frank Klemm е разширил оригиналният формат с добавянето на хедър, позволяващ APE таговете да се разполагат в началото на файла. Освен това при APEv2 вече е позволено метаданните да бъдат в Unicode вместо само в ASCII.
Поради простотата и гъвкавостта на APEv2, WavPack и OptimFROG форматите също го възприемат като основен таг формат. При версия 3.99 на Monkey's Audio също се преминава от APEv1 към APEv2.
В последната си версия SV8 форматът Musepack използва APEv2 тагове (без преамбюла 'APETAGEX') също и като метаданни за глави (chapters).
Плейърите foobar2000 и Winamp 5.5x както и някои музикални мениджъри (MusicBee, Mp3tag) могат да добавя APEv2 (вместо/заедно с ID3) тагове и към MP3 файлове, тъй като те са лесни за добавяне и много гъвкави. Обаче, тъй като ID3 е разработен специално за MP3 формат, а APEv2 не е, възникват някои усложнения. Например, низът APETAGEX означава начало (и край) на APEv2 таг, но низът TAG означава начало на ID3v1 таг. Ако частта TAG от APETAGEX в края на APEv2 тага попадне там, където се очаква ID3v1 таг, това може да бъде изтълкувано неправилно кат ID3 таг. Също така, ID3 има т. нар. unsynchronization scheme за да предотврати опитите на плейърите да прочетат тага като аудио данни. APEv2 няма такава схема, така, че добавените към MP3 могат да доведат до грешки при възпроизвеждане (бял шум) на края на файловете.
Поради нарастващата популярност на APEv2 таговете, последните версии MP3 плейърите поддържат APEv2 наравно с ID3, напр. Foobar2000, Winamp v5.52 и по-нови.

## Свойства
APE таговете приличат повече на Vorbis comment тагове отколкото на ID3 тагове. Както Vorbis comments, те са неструктурирани двойки ключ/стойност. За разлика от Vorbis comments, обаче, те не позволяват записи на общи стойности между ключовете. Това е така, защото те съхраняват списъци със стойности за всеки ключ вместо един ключ за дна стойност.
APE стойностите могат да бъдат маркирани като text, binary, или external типове. Съответно, софтуерът за редактиране на тагове трябва да избягва показването на блокове с нечетими (бинарни) данни. Бинарни данни не могат да се съхраняват лесно в Vorbis comments по тази причина (и това е умишлено).
APEv2 поддържа Unicode (UTF-8) като данни в таговете. За имена на ключовете, обаче, траябва да се използват ASCII символи (като контролните символи от 0x00 до 0x1f не са позволени). Виж за повече детайли.

## Виж още
- ID3
- Vorbis comment
- Tag editor
- Monkey’s Audio
- Musepack